# Нимрод (ракета)
Нимрод (ивр. נִמְרוֹד‎) — израильская тактическая ракета классов «воздух-поверхность» и «поверхность-поверхность», разработанная концерном IAI. Первоначально проектировавшаяся в качестве ПТУР, обеспечивает нанесение ударов без входа в зону действия огневых средств противника по таким целям, как бронетехника, корабли, бункеры, скоплений живой силы. «Нимрод» была впервые продемонстрирована на Парижском авиашоу в 1989 году.
Полуактивная лазерная система наведения позволяет осуществлять, как прямое — со стреляющей платформы, так и непрямое наведение — когда цель подсвечивается лазерным лучом со стороны (например, с танка, вертолёта, БПЛА, или наводчиком-оператором) с расстояния до 26 км, что обеспечивает ведения огня по целям вне зоны видимости а также с закрытых позиций. Подсветка цели ведётся в течение только 2-3 секунд на конечном (управляемом) участке траектории полёта ракеты.
Ракета может устанавливаться на широкую гамму буксируемых ПУ, лёгкую бронетехнику, вертолёты и самолёты. В Армии обороны Израиля основным носителем «Нимрод» являются модифицированные вертолёты CH-53, как из-за относительно больших габаритов и массы ракеты, так и из-за того что CH-53 — наиболее распространённое средство доставки израильских подразделений специального назначения. Наземная ПУ или авиация может одновременно пускать до 4 ракет из единого контейнера.

## Модификации
Существует две модификации ракет «Нимрод»:
- Нимрод 2 — ракета с комбинированной, лазерной полуактивной и спутниковой (GPS) системой наведения, имеет дальность до 36 км;
- Нимрод 3 — ракета с комбинированной, лазерной полуактивной и спутниковой (GPS) системой наведения, дальностью от 10 до 50 км.

Оба варианта ракеты могут оснащаться различными типами боевых частей — кумулятивной, осколочной, многофункциональной, массой до 15 кг;

## Тактико-технические характеристики
- Эффективный радиус действия: до 36 км
- Масса ракеты: 98 кг
- Длина: 2,84 м
- Диаметр: 210 мм
- Размах крыла: 0,5 м
- Масса БЧ: 15 кг

Ракета в зависимости от поставленной задачи может оснащаться различными типами боевых частей — кумулятивной, осколочной, многофункциональной.

## На вооружении
- Израиль
- Колумбия — армия Колумбии является единственным достоверно известным эксплуатантом за пределами Израиля.